# Großerlach
Großerlach [ɡroːsˈʔɛrlax] ist eine ländliche Flächengemeinde im Rems-Murr-Kreis, Baden-Württemberg. Mit etwa 2600 Einwohnern und einer Bevölkerungsdichte von unter 100 Einwohnern je km² zählt sie zu den am dünnsten besiedelten Gemeinden in der Region Stuttgart.

## Geographie

### Geographische Lage
Das Gemeindegebiet von Großerlach liegt im Mainhardter Wald auf der Hochfläche zwischen Rot im Norden und Murr im Süden. Mit der Hohen Brach befindet sich der höchste Punkt des Naturraums Schwäbisch-Fränkische Waldberge und des Rems-Murr-Kreises im Gemeindegebiet.
Nachbargemeinden sind Wüstenrot (Landkreis Heilbronn) im Nordwesten, Mainhardt im Norden, Oberrot im Osten (beide Landkreis Schwäbisch Hall), Murrhardt und Sulzbach an der Murr im Süden sowie Spiegelberg im Westen.

### Gemeindegliederung
Zur Gemeinde Großerlach gehören 25 verstreut liegende Dörfer, Weiler, Höfe und Häuser (in Klammern die Einwohnerzahlen).
- Zum Gebiet der Gemeinde Großerlach vor der Gebietsreform der 1970er Jahre gehören die Dörfer Großerlach (742) und Neufürstenhütte (489), die Weiler Altfürstenhütte (108), Böhringsweiler (20), Hals (33), Kleinerlach (37), Kuhnweiler (7), Liemersbach (144), Mittelfischbach (24), Oberfischbach (37), Unterfischbach (13), das Gehöft Wiedhof (16), der Wohnplatz Erlach (164) sowie das abgegangene Knickenhöfle[3] und das 1827 abgerissene Schloss Böhringsweiler.

- Zum Gebiet der ehemaligen Gemeinde Grab gehören das Dorf Grab (389), die Weiler Frankenweiler (22), Hohenbrach (35), Mannenweiler (17), Morbach (78), Schönbronn (66), Schöntalhöfle (auch Schertelhöfle) (27) und Trauzenbach (47) sowie die Wohnplätze Butzberg (6), Platte (11), Schöntalsägmühle (3) und Schweizerhof (9).                                                                         Zwischen Großerlach und Mainhardt liegt der 1891 abgebrannte und abgegangene Wohnplatz Gollenhof.[4] Auf der Markung von Grab lagen die im 19. Jahrhundert abgegangenen Wassermühlen Morbacher und Schönbronner Sägmühle.

Die frühere Gemeinde Grab bildet eine Ortschaft im Sinne der baden-württembergischen Gemeindeordnung mit eigenem aus sechs Mitgliedern bestehendem Ortschaftsrat.

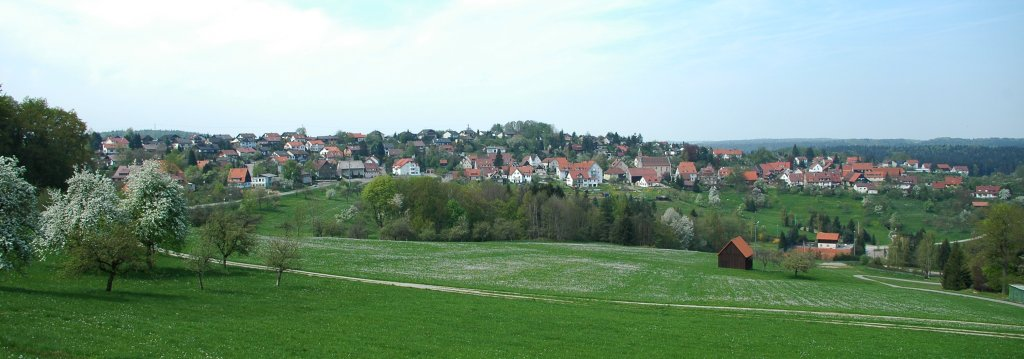
Ortsansicht von Süden

### Flächenaufteilung
Nach Daten des Statistischen Landesamtes, Stand 2014.

## Geschichte
Böhringsweiler wurde erstmals 1251 urkundlich bezeugt. Trauzenbach wurde am 24. Mai 1300 erstmals erwähnt. In den Jahren 1364 und 1370 gehörten die zwei Höfe Erlachs zum einen dem Rüdiger von Ohrn und zum anderen den Gebrüdern Burkhard und Friedrich Sturmfeder. Um 1500 wurde der erste Hof (Amt Sulzbach) Eigentum des Grafen von Löwenstein und der Schenk von Limpurg wurde Grundherr des zweiten Hofes (Amt Oberrot). Die erste Nennung des Ortes Großerlach datiert auf den 2. Januar 1441, als dieser von den Grafen von Löwenstein an den Pfalzgrafen Ludwig IV. verkauft wurde. Bereits 1750 wurde von Gross-Oehrlach, Ober-Oehrlach und Klein-Oehrlach, Unter-Oehrlach und Glashütte gesprochen. Alleiniger Grundherr war nun der Graf von Löwenstein. Sowohl das Territorium des Schenken von Limpurg als auch das Gebiet des Grafen von Löwenstein gehörten von 1500 bis 1806 zum Fränkischen Reichskreis.

### Glashütten

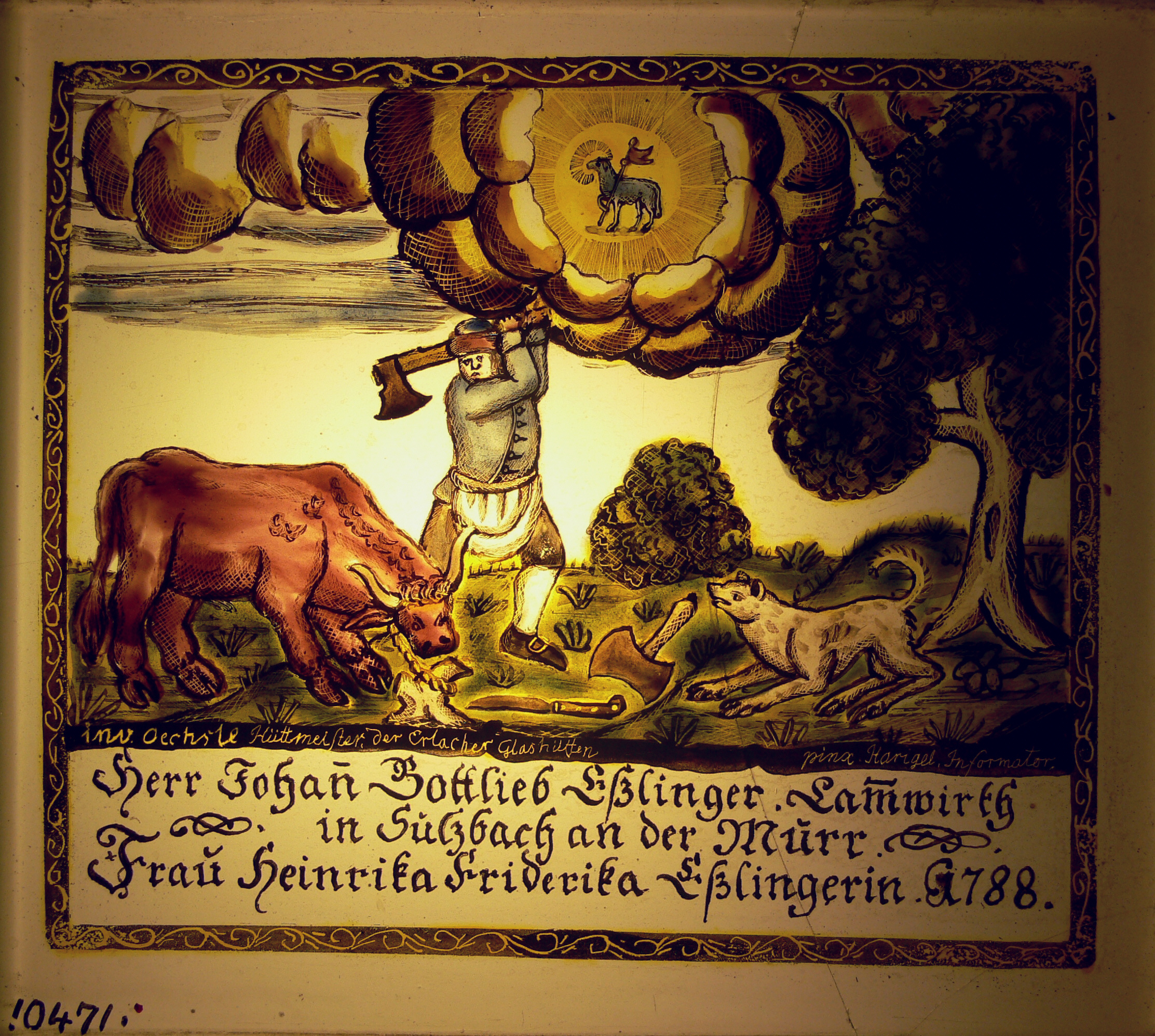
Glasbild: Lammwirt Gottlieb Eßlinger und seine Frau in Sulzbach an der Murr; Glas bemalt, Bleifassung, beschrieben und datiert: „inv. Öchsle-Hüttmeister der Erlacher Glashütten / pix. Harigel Informator/1788“ Landesmuseum Württemberg (Außenstelle Museum für Volkskultur in Württemberg, Waldenbuch)

Schier unerschöpfliches Holzreichtum und Vorkommen von Kiesel- und Stubensandstein begünstigte die Entstehung von Glashütten. 1553 entstand eine Glashütte bei Grab. 1568 gründete Hans Greiner, der Sohn des Hüttmeisters von Neulautern, eine erste Waldglashütte in Mittelfischbach, die bis 1702 betrieben wurde. 1605 stellte man in Altfürstenhütte und 1695 in Neufürstenhütte Glas her, was 1771 eingestellt wurde.
1737 ging auf der Gemarkung Erlach, der heutigen Erlacher Höhe, die letzte Glashütte in Betrieb. 1781 verpflichtete man Israel Oechsle aus dem Schwarzwald als Hüttmeister. Er hatte die nötigen Kenntnisse, um anstelle des bisher grünstichigen Waldglases hochwertiges Klarglas herzustellen. Sein Sohn Ferdinand Oechsle erfand später die Oechsle-Waage. In Erlach wurden vorwiegend Apothekerwaren wie Kolben und Destillierapparate hergestellt.
1891 erwarb das Diakonische Werk die Erlacher Glashütte und gründete die Arbeiterkolonie Erlach (heute: Erlacher Höhe), die heute das erste Bioenergiedorf im Kreis und bundesweit innerhalb der Diakonie ist.

### Silberrausch
Drei Bauern fanden im Dezember 1772 beim Ausheben eines Brunnens Silbererz. Bergrat Riedel aus Löwenstein gründete daraufhin ein Silberbergwerk und eine Schmelzhütte in Liemersbach. Nach einem knappen Jahr musste der Betrieb mit Verlust eingestellt werden.
Großerlach wurde 1806 zusammen mit Löwenstein endgültig Teil von Württemberg.
Zwischen 1834 und 1847 war das heute noch existierende Gasthaus Krone Relais-Posthalterei für die Strecke: Stuttgart–Schwäbisch Hall.
1911 entstanden Wasserleitungen und die ersten Telefonleitungen, 1927 folgte der Anschluss ans Stromnetz.

### Spukhaus
Ausführlicher Artikel: Spuk von Großerlach
Im Jahre 1916 kommt das Bauernhaus der Witwe Kleinknecht zu deutschlandweiter Aufmerksamkeit, als vom 30. April bis zum 15. Mai Gegenstände im ganzen Haus seine Bewohner terrorisieren und auch durch zu Hilfe gerufene Nachbarn nicht zur Ruhe gebracht werden können. Das Haus muss von seinen Bewohnern aufgegeben und verschlossen werden. Schultheiß, Lehrer, Amtsdiener, Bezirksbeamte waren Zeugen.
Auch im Ortsteil Morbach existierte von 1856 bis 1984 ein Haus, in dem nachgesagt wurde, dass es darin spuken würde. Es wurde abgebaut und im Hohenloher Freilandmuseum Wackershofen wiederaufgebaut.

### Verwaltungszugehörigkeit und Eingemeindungen
Am 13. Mai 1848 wurde Großerlach eine selbstständige politische Gemeinde. Die Teilorte Großerlach, Kleinerlach, Erlacher Glashütte und Liemersbach hatten vorher zu Sulzbach gehört, die Teilorte Unter-, Mittel- und Oberfischbach dagegen zu Reichenberg (heute Teil der Gemeinde Oppenweiler).
Die Gemeinde Großerlach gehörte im 19. Jahrhundert zum Königreich Württemberg und war dem Oberamt Backnang unterstellt. Bei der Kreisreform während der NS-Zeit in Württemberg gelangte Großerlach 1938 zum Landkreis Backnang.
Am 1. Oktober 1939 kamen zu Großerlach die seit 1821 selbständige Gemeinde Neufürstenhütte, zu der auch der nördliche Teil von Kleinerlach gehört, ferner die Ortsteile Altfürstenhütte, Böhringsweiler, Hals und Kuhnweiler von Wüstenrot und auch der Wiedhof von Mainhardt.
Gegen Ende des Zweiten Weltkriegs sprengte am 16. April 1945 die Wehrmacht die Brücke von Großerlach nach Mainhardt. Zwei Tage später, am 18. April, besetzten amerikanische Soldaten mit ihren Panzern den Ort.
1945 bis 1952 gehörte Großerlach zum Nachkriegsland Württemberg-Baden, das 1945 in der Amerikanischen Besatzungszone gegründet worden war. 1952 gelangte die Gemeinde zum neuen Bundesland Baden-Württemberg.
1973 erfolgte die Kreisreform in Baden-Württemberg, bei der die Gemeinde Großerlach vom aufgelösten Landkreis Backnang zum neuen Rems-Murr-Kreis kam.
Die selbständige Gemeinde Grab mit den Ortsteilen Butzberg, Frankenweiler, Hohenbrach, Mannenweiler, Morbach, Morbach-Platte, Schönbronn, Schöntalhöfle, Schöntalsägmühle, Schweizerhof und Trauzenbach wurde im Zuge der Gemeindereform am 1. Juli 1974 mit der Gemeinde Großerlach zur neuen Gemeinde Großerlach zusammengeschlossen.

### Einwohnerentwicklung
Es handelt sich um Einwohnerzahlen nach dem jeweiligen Gebietsstand. Die Zahlen sind Schätzungen, Volkszählungsergebnisse (¹) oder amtliche Fortschreibungen des Statistischen Landesamtes Baden-Württemberg (nur Hauptwohnsitze).
| Jahr                 | Einwohner |
| -------------------- | --------- |
| 1824                 | 1147      |
| 1835                 | 1147      |
| 1. Dezember 1871 ¹   | 2163      |
| 1. Dezember 1880 ¹   | 2194      |
| 1. Dezember 1890 ¹   | 2042      |
| 1. Dezember 1900 ¹   | 1825      |
| 1. Dezember 1910 ¹   | 1753      |
| 16. Juni 1925 ¹      | 1571      |
| 16. Juni 1933 ¹      | 1501      |
| 17. Mai 1939 ¹       | 1395      |
| 13. September 1950 ¹ | 1854      |

| Jahr              | Einwohner |
| ----------------- | --------- |
| 6. Juni 1961 ¹    | 1716      |
| 27. Mai 1970 ¹    | 1910      |
| 31. Dezember 1980 | 2383      |
| 25. Mai 1987 ¹    | 2183      |
| 31. Dezember 1990 | 2488      |
| 31. Dezember 1995 | 2523      |
| 31. Dezember 2000 | 2630      |
| 31. Dezember 2005 | 2624      |
| 31. Dezember 2010 | 2488      |
| 31. Dezember 2015 | 2514      |
| 31. Dezember 2020 | 2508      |

## Politik

### Gemeinderat
Der Gemeinderat in Großerlach hat 10 Mitglieder. Die Kommunalwahl am 9. Juni 2024 führte zu folgendem Endergebnis. Der Gemeinderat besteht aus den gewählten ehrenamtlichen Gemeinderäten und dem Bürgermeister als Vorsitzendem. Der Bürgermeister ist im Gemeinderat stimmberechtigt.
| Parteien und Wählergemeinschaften | Parteien und Wählergemeinschaften               | % 2024 | Sitze 2024 | % 2019 | Sitze 2019 | Kommunalwahl 2024 %6050403020100 43,8 %56,2 %n. k. % FWUWLULGewinne und Verlusteim Vergleich zu 2019 %p 20 18 16 14 12 10 8 6 4 2 0 −2 −4 −6 −8−10−12−14−16−18−2,3 %p+19,2 %p−16,8 %pFWUWLUL |
| FW                                | Freie Wählervereinigung der Gemeinde Großerlach | 43,8   | 4          | 46,1   | 4          | Kommunalwahl 2024 %6050403020100 43,8 %56,2 %n. k. % FWUWLULGewinne und Verlusteim Vergleich zu 2019 %p 20 18 16 14 12 10 8 6 4 2 0 −2 −4 −6 −8−10−12−14−16−18−2,3 %p+19,2 %p−16,8 %pFWUWLUL |
| UWL                               | Unabhängige Wählerliste                         | 56,2   | 6          | 37,0   | 4          | Kommunalwahl 2024 %6050403020100 43,8 %56,2 %n. k. % FWUWLULGewinne und Verlusteim Vergleich zu 2019 %p 20 18 16 14 12 10 8 6 4 2 0 −2 −4 −6 −8−10−12−14−16−18−2,3 %p+19,2 %p−16,8 %pFWUWLUL |
| UL                                | Unabhängige Liste                               | --     | --         | 16,8   | 2          | Kommunalwahl 2024 %6050403020100 43,8 %56,2 %n. k. % FWUWLULGewinne und Verlusteim Vergleich zu 2019 %p 20 18 16 14 12 10 8 6 4 2 0 −2 −4 −6 −8−10−12−14−16−18−2,3 %p+19,2 %p−16,8 %pFWUWLUL |
| gesamt                            | gesamt                                          | 100,0  | 10         | 100,0  | 10         | Kommunalwahl 2024 %6050403020100 43,8 %56,2 %n. k. % FWUWLULGewinne und Verlusteim Vergleich zu 2019 %p 20 18 16 14 12 10 8 6 4 2 0 −2 −4 −6 −8−10−12−14−16−18−2,3 %p+19,2 %p−16,8 %pFWUWLUL |
| Wahlbeteiligung                   | Wahlbeteiligung                                 | 62,2 % | 62,2 %     | ? %    | ? %        | Kommunalwahl 2024 %6050403020100 43,8 %56,2 %n. k. % FWUWLULGewinne und Verlusteim Vergleich zu 2019 %p 20 18 16 14 12 10 8 6 4 2 0 −2 −4 −6 −8−10−12−14−16−18−2,3 %p+19,2 %p−16,8 %pFWUWLUL |

### Bürgermeister
Bürgermeister ist seit dem 1. Mai 2024 Kevin Dispan. Er wurde am 18. Februar 2024 mit 58,3 Prozent der Stimmen gewählt. Zuvor war von 2000 bis 2024 Christoph Jäger (CDU) Bürgermeister.

### Wappen
Blasonierung: In Gold (Gelb) aus dem Unterrand emporkommend ein roter Limes-Wachtturm, oben beiderseits begleitet von je einem grünen Erlenzweig.

## Sehenswürdigkeiten

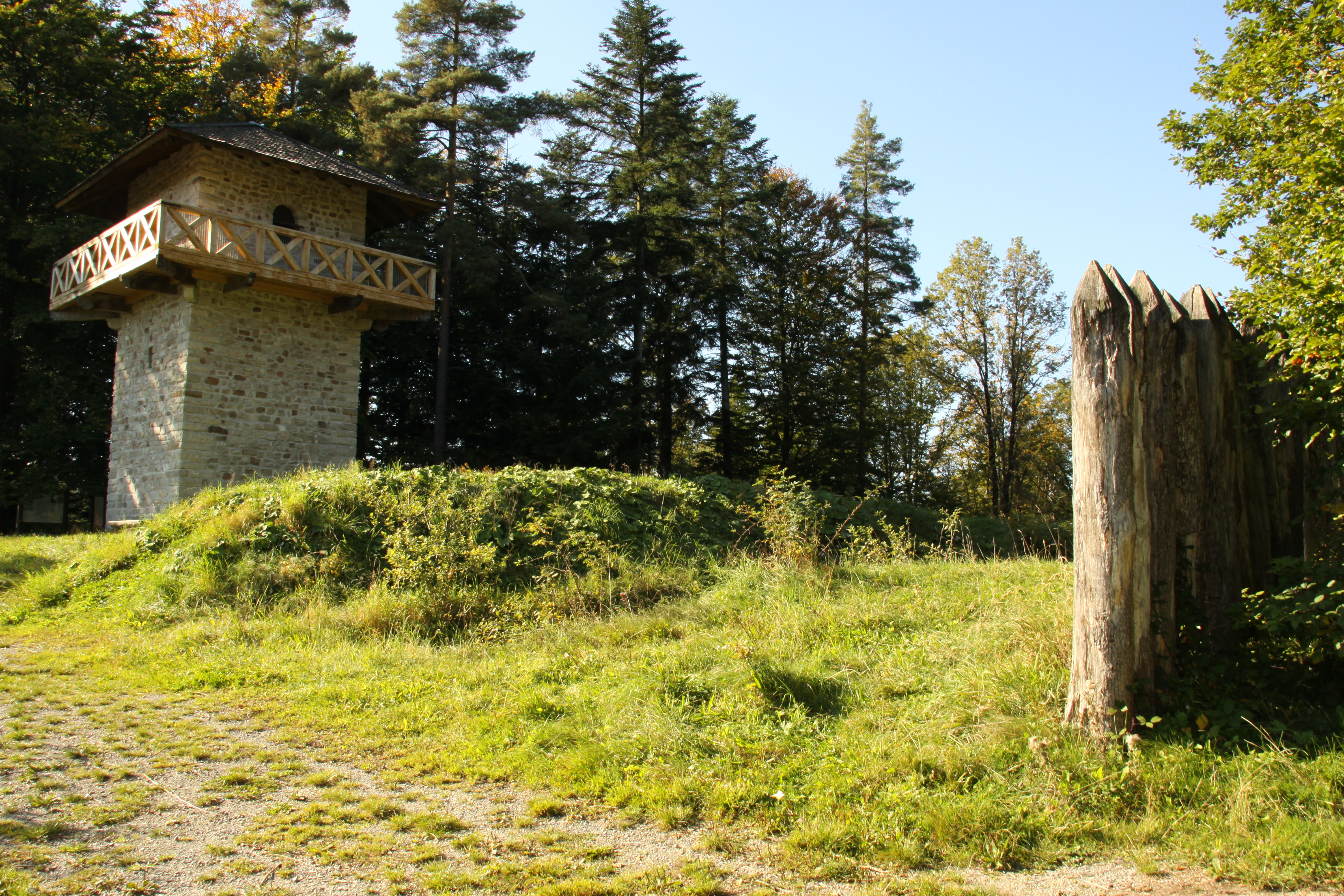
Rekonstruierter Limesturm mit Palisadenzaun, Graben und Wall in Grab

Im Ortsteil Grab wurde auf dem Heidenbuckel, dem zweithöchsten Geländepunkt des Obergermanisch-Raetischen Limes, ein Teilstück der Grenzanlage aus dem 2. Jahrhundert nach Christus mit Wachturm, Palisadenzaun, Wall und Graben rekonstruiert. Für die Nachbildung des römischen Wachturms diente ein Relief auf der Trajanssäule als Vorbild. Der Turm ist 1982 als erster neu errichteter steinerner Limes-Wachtturm in Baden-Württemberg gebaut worden. 2004 wurde eine Schneise geschlagen, um den Limes sichtbar zu machen.
Der 1773 eröffnete Silberstollen Gabe Gottes war nach dem Ende des Großerlacher Silberrausches lange Zeit verschüttet. Im Jahre 1926 begann man, das Mundloch wieder freizulegen und für die Öffentlichkeit zugänglich zu machen. Während des Zweiten Weltkriegs nutzte die Bevölkerung den Stollen als Luftschutzkeller. Danach geriet er in Vergessenheit, ehe er 1993 vom Heimatverein Großerlach/Grab erneut freigelegt und restauriert wurde. Seit dem Mai 2000 ist ein 30 Meter langes Teilstück wieder öffentlich zugänglich.
Die Anhöhe zwischen Großerlach und Erlacher Höhe bietet Fernsicht über den Naturpark Schwäbisch-Fränkischer Wald.

## Wirtschaft und Infrastruktur

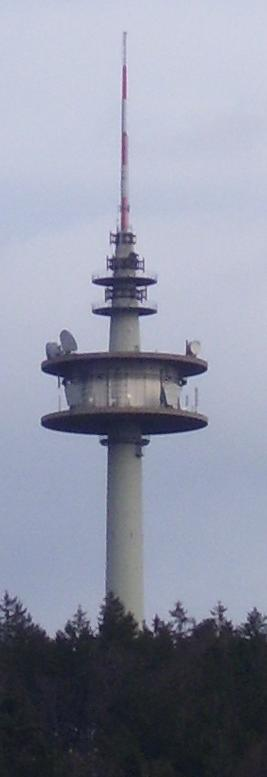
Fernmeldeturm Großerlach

### Verkehr
Durch die Bundesstraße 14 ist die Gemeinde an die nächsten Mittelzentren Backnang (18 km) und Schwäbisch Hall (20 km) angebunden.
Das Ultraleichtfluggelände Morbach liegt etwa 6 km südöstlich der Dorfmitte von Großerlach beim Weiler Morbach der Gemeinde.

### Ansässige Unternehmen
Zwischen 1953 und 2017 hatte das Alexander-Stift seinen Sitz in Neufürstenhütte.

### Telekommunikation
Auf der Hohen Brach befindet sich der 1985 errichtete, 133 Meter hohe Fernmeldeturm Großerlach der Deutschen Telekom, ein Typenturm vom Typ 12. Der Turm ist das zweithöchste Bauwerk im Rems-Murr-Kreis.

## Die Sage von der Teufelsmauer und dem Schweinsgraben
Einst habe der Satan Gott um ein Stück Land gebeten, so groß, wie er es in einer Nacht mit einer Mauer und einem Graben einfrieden könne. Der Herr kam seiner Bitte nach. Ganz eifrig machte sich der Teufel mit Wildschweinen, seinen Freunden, ans Werk. Sie gruben die ganze Nacht, wurden jedoch nicht fertig. Aus Ärger über sein Scheitern habe der Satan sein unfertiges Werk daraufhin zerstört. Noch heute werden in Grab die Reste des Limes Teufelsmauer und Schweinsgraben genannt.

## Persönlichkeiten

### Ehrenbürger
- Josef Holub (1926–2010), Kinder- und Jugendbuchautor und seit 3. Juli 2008 Ehrenbürger

### Söhne und Töchter der Gemeinde
- Karl Christoph Hofacker (1749–1793), Rechtswissenschaftler und Hochschullehrer
- Willi Henne (1907–1977), Bauingenieur, Einsatzgruppenleiter der Organisation Todt, Präsident des Hessischen Landesamtes für Straßenbau
- Gudrun Kalmbach (1937–2025), Mathematikerin